# ASV Dronten
Maillots
L'ASV Dronten est un club néerlandais de football basé à Dronten évoluant en Eerste Klasse.

## Historique
- 1962 : fondation du club
- 2001 : montée en Hoofdklasse (troisième division à cette époque)

## Entraîneurs
- 2004-2010 :  Aziz Doufikar
- 2013-2017 :  Jan Vlap
- 2017-2019 :  Pim Kaagman
- 2019- :  Jan Vlap